# Liste der Stolpersteine in Lemgo
Die Liste der Stolpersteine in Lemgo enthält Stolpersteine, die im Rahmen des gleichnamigen Kunst-Projekts von Gunter Demnig in Lemgo verlegt wurden. Mit ihnen soll an Opfer des Nationalsozialismus erinnert werden, die in Lemgo lebten und wirkten.

## Liste der Stolpersteine
| Adresse                        | Person                 | Verlegedatum  | Inschrift | Bild | Anmerkungen |
| ------------------------------ | ---------------------- | ------------- | --- | ---- | --- |
| Hinter dem Heiligen Geist 10 ⊙ | Adolf Abraham          | 27. Nov. 2010 | Hier wohnte ADOLF ABRAHAM Jg. 1899 Deportiert 1942 Auschwitz Ermordet 17.1.1943                                                                                           |      | |
| Helle 10 ⊙                     | Rosalie Abraham        | 27. Nov. 2010 | Hier wohnte ROSALIE ABRAHAM Jg. 1895 Deportiert 1941 Riga Ermordet |      | |
| Mittelstraße 114 ⊙             | Lotti Arensberg        | 13. Juni 2009 | Hier wohnte LOTTI ARENSBERG geb. Hochfeld Jg. 1905 Deportiert 1942 Ghetto Warschau Ermordet                                                                               |      | |
| Bismarckstraße 16 ⊙            | Luise Backer           | 27. Nov. 2010 | Hier wohnte LUISE BACKER geb. Weinberg Jg. 1896 Deportiert 1942 Theresienstadt 1943 Auschwitz Ermordet                                                                    |      | |
| Krumme Straße 4 ⊙              | Christian Peter Bausch | 9. Okt. 2012  | Hier wohnte CHRISTIAN PETER BAUSCH Jg. 1925 Im Widerstand desertiert 1944 Flucht in den Tod 22.3.1944                                                                     |      | |
| Echternstraße 70 ⊙             | Regine Berg            | 13. Juni 2009 | Hier lebte REGINE BERG geb. Adler Jg. 1861 Deportiert 1942 Theresienstadt 1942 Treblinka Ermordet                                                                         |      | |
| Mittelstraße 128/130           | Irma-Elise Blumenthal  | 27. Nov. 2010 | Hier wohnte IRMA-ELISE BLUMENTHAL geb. Michaelis Jg. 1898 Deportiert 1942 Theresienstadt Ermordet 9.10.1944 Auschwitz                                                     |      | |
| Schuhstraße 28                 | Emilie Davidsohn       | 13. Juni 2009 | Hier wohnte EMILIE DAVIDSOHN geb. Mosberg Jg. 1878 Deportiert 1942 Theresienstadt 1944 Auschwitz Ermordet                                                                 |      | |
| Schuhstraße 28                 | Erich Davidsohn        | 13. Juni 2009 | Hier wohnte ERICH DAVIDSOHN Jg. 1903 Deportiert 1942 Ghetto Warschau Ermordet                                                                                             |      | |
| Echternstraße 70 ⊙             | Ernst Frenkel          | 13. Juni 2009 | Hier wohnte ERNST FRENKEL Jg. 1906 Deportiert 1942 Ghetto Warschau Ermordet                                                                                               |      | |
| Echternstraße 70 ⊙             | Helga Frenkel          | 13. Juni 2009 | Hier lebte HELGA FRENKEL Jg. 1925 Deportiert 1942 Theresienstadt 1944 Warschau Ermordet                                                                                   |      | |
| Echternstraße 70 ⊙             | Herta Frenkel          | 13. Juni 2009 | Hier lebte HERTA FRENKEL geb. Rosenberg Jg. 1901 Deportiert 1942 Theresienstadt 1944 Auschwitz Ermordet                                                                   |      | |
| Echternstraße 70 ⊙             | Laura Frenkel          | 13. Juni 2009 | Hier wohnte LAURA FRENKEL geb. Frank Jg. 1867 Deportiert 1942 Theresienstadt Ermordet                                                                                     |      | |
| Echternstraße 70 ⊙             | Ludwig Frenkel         | 13. Juni 2009 | Hier lebte LUDWIG FRENKEL Jg. 1934 Deportiert 1942 Theresienstadt 1944 Auschwitz Ermordet                                                                                 |      | |
| Echternstraße 70 ⊙             | Ruth Frenkel           | 13. Juni 2009 | Hier wohnte RUTH FRENKEL Jg. 1902 Deportiert 1942 Ghetto Warschau Ermordet                                                                                                |      | |
| Echternstraße 70 ⊙             | Uriel Frenkel          | 13. Juni 2009 | Hier lebte URIEL FRENKEL Jg. 1941 Deportiert 1942 Theresienstadt 1944 Auschwitz Ermordet                                                                                  |      | |
| Echternstraße 70 ⊙             | Walter Frenkel         | 13. Juni 2009 | Hier lebte WALTER FRENKEL Jg. 1897 Deportiert 1942 Theresienstadt 1944 Auschwitz Ermordet                                                                                 |      | |
| Lindenhaus ⊙                   | Max Friedmann          | 13. Juni 2009 | Hier lebte MAX FRIEDMANN Jg. 1912 Verlegt 1940 ‘Heilanstalt’ Wunstorf Ermordet 27.9.1940 Landesanstalt Brandenburg                                                        |      | |
| Echternstraße 70 ⊙             | Mary Garty             | 13. Juni 2009 | Hier wohnte MARY GARTY geb. Frenkel Jg. 1901 Deportiert 1942 Ghetto Warschau Ermordet                                                                                     |      | |
| Paulinenstraße 5               | Berty Goldschmidt      | 27. Nov. 2010 | Hier wohnte BERTY GOLDSCHMIDT geb. Sternheim Jg. 1901 Deportiert Ermordet                                                                                                 |      | |
| Paulinenstraße 5               | Martin Goldschmidt     | 27. Nov. 2010 | MARTIN GOLDSCHMIDT Jg. 1925 Deportiert 1942 Theresienstadt 1944 Auschwitz Ermordet                                                                                        |      | |
| Lindenhaus ⊙                   | Gustav Grundmann       | 13. Juni 2009 | Hier lebte GUSTAV GRUNDMANN Jg. 1891 Verlegt 1940 ‘Heilanstalt’ Wunstorf Ermordet 27.9.1940 Landesanstalt Brandenburg                                                     |      | |
| Mittelstraße 82                | Rosalie Gumpel         | 13. Juni 2009 | Hier wohnte ROSALIE GUMPEL geb. Mosberg Jg. 1883 Deportiert 1941 Riga Ermordet                                                                                            |      | Rosalie Gumpel (* 19. Februar 1883 in Lemgo; † Dezember 1941 in Riga) wächst zusammen mit ihren Eltern und ihrer Schwester Emilie in Lemgo auf. Sie wohnen in der Orpingstraße 50. Nach dem Schulabschluss macht sie eine kaufmännische Lehre in Münster. Sie heiratet den Kaufmann Gustav Gumpel, der aus Harth im Kreis Büren stammt. Beide wohnen zuerst bei Rosalies Eltern. 1912 wird ihr Sohn Herbert geboren. 1914 bekommt sie Zwillinge Hans und Grete. Ihre Tochter Grete stirbt noch im Säuglingsalter. 1916 ziehen sie in eine Wohnung des Hauses Mittelstraße 82. 1922 kommt ihr Sohn Kurt zur Welt. Die Familie Gumpel erwirbt das Haus Mittelstraße 82 und lässt es zu einem Wohn- und Geschäftshaus umbauen. In einem der beiden Läden verkaufen sie dort u. a. Stoffe. Ihr Mann Gustav stirbt schon mit 54 Jahren im Januar 1937 an Herzschwäche. Ihre Söhne verlassen nach und nach das Haus, auch um sich auf eine Auswanderung nach Palästina vorzubereiten. Ihr Sohn Herbert (später Mordechai) kann 1939 nach Palästina auswandern. Die Trennung von ihren Söhnen ist für sie schmerzhaft. Sie versucht das Haus zu verkaufen, was sich aber hinauszögert. Sie erhält zwar eine Genehmigung zur Auswanderung nach Palästina, kann dies aber vermutlich wegen des Kriegsbeginns nicht durchführen. Am 10. Dezember 1941 wird sie nach Riga deportiert und dort ermordet. Ihre Söhne überleben den Holocaust und leben später in Dänemark, Belgien und Palestina bzw. Israel. Die Geschichte der Familie Gumpel wurde 2006 von Dr. Andreas Lange und Jürgen Scheffler in einem Buch veröffentlicht, das zahlreiche Fotos und Dokumente aus dem Familienbesitz enthält. |
| Lindenhaus ⊙                   | Hermann Heinemann      | 13. Juni 2009 | Hier lebte HERMANN HEINEMANN Jg. 1876 Verlegt 1940 ‘Heilanstalt’ Wunstorf Ermordet 27.9.1940 Landesanstalt Brandenburg                                                    |      | |
| Echternstraße 70 ⊙             | Johanna Heinemann      | 13. Juni 2009 | Hier wohnte JOHANNA HEINEMANN geb. Frenkel Jg. 1905 Deportiert 1942 Ghetto Warschau Ermordet                                                                              |      | |
| Lindenhaus ⊙                   | Ilse Herz              | 13. Juni 2009 | Hier lebte ILSE HERZ Jg. 1895 Verlegt 1940 ‘Heilanstalt’ Wunstorf Ermordet 27.9.1940 Landesanstalt Brandenburg                                                            |      | |
| Mittelstraße 114 ⊙             | Paula Hochfeld         | 13. Juni 2009 | Hier wohnte PAULA HOCHFELD geb. Salomon Jg. 1880 Deportiert 1942 Ghetto Warschau Ermordet                                                                                 |      | |
| Echternstraße 70 ⊙             | Hannchen Humberg       | 13. Juni 2009 | Hier lebte HANNCHEN HUMBERG Jg. 1866 Deportiert 1942 Theresienstadt Ermordet 28.5.1942                                                                                    |      | |
| Mittelstraße 115               | Paula Juchenheim       | 27. Nov. 2010 | Hier wohnte PAULA JUCHENHEIM geb. Katzenstein Jg. 1902 Deportiert 1941 Riga Stutthof Ermordet                                                                             |      | |
| Paulinenstraße 14              | Isaak Katz             | 27. Nov. 2010 | Hier wohnte ISAAK KATZ Jg. 1884 Deportiert 1942 Theresienstadt 1944 Auschwitz Ermordet                                                                                    |      | |
| Paulinenstraße 14              | Johanna Katz           | 27. Nov. 2010 | Hier wohnte JOHANNA KATZ geb. Pins Jg. 1879 Deportiert 1942 Theresienstadt 1944 Auschwitz Ermordet                                                                        |      | |
| Schuhstraße 28                 | Berta Katzenstein      | 27. Nov. 2010 | Hier lebte BERTA KATZENSTEIN geb. Goldschmidt Jg. 1911 Deportiert 1942 Theresienstadt Ermordet 11.8.1943                                                                  |      | |
| Schuhstraße 28                 | Erich Katzenstein      | 27. Nov. 2010 | Hier lebte ERICH KATZENSTEIN Jg. 1898 Deportiert 1942 Theresienstadt 1944 Auschwitz Ermordet                                                                              |      | |
| Echternstraße 70 ⊙             | Hermann Klaremeier     | 13. Juni 2009 | Hier lebte HERMANN KLAREMEIER Jg. 1860 Deportiert 1942 Theresienstadt Ermordet 19.8.1942                                                                                  |      | |
| Lindenhaus ⊙                   | Selma Kugelmann        | 13. Juni 2009 | Hier lebte SELMA KUGELMANN Jg. 1875 Verlegt 1940 ‘Heilanstalt’ Wunstorf Ermordet 27.9.1940 Landesanstalt Brandenburg                                                      |      | |
| Echternstraße 21 ⊙             | Willy Langenberg       | 9. Okt. 2012  | Hier wohnte WILLY LANGENBERG Jg. 1910 Im Widerstand Flucht in den Tod 31.3.1944 Barntrup                                                                                  |      | |
| Bismarckstraße 16 ⊙            | Mathilde Lenzberg      | 27. Nov. 2010 | Hier wohnte MATHILDE LENZBERG geb. Hagemann Jg. 1867 Deportiert 1942 Theresienstadt Ermordet 18.4.1943                                                                    |      | |
| Engelbert-Kaempfer-Straße 5    | Emmy Lieblich          | 27. Nov. 2010 | Hier wohnte EMMY LIEBLICH geb. Hirschfeld Jg. 1884 Deportiert 1942 Ghetto Warschau Ermordet                                                                               |      | |
| Engelbert-Kaempfer-Straße 5    | Iwan Lieblich          | 27. Nov. 2010 | Hier wohnte IWAN LIEBLICH Jg. 1881 Deportiert 1942 Ghetto Warschau Ermordet                                                                                               |      | |
| Paulinenstraße 5               | Hedwig Löwenthal       | 27. Nov. 2010 | Hier lebte HEDWIG LÖWENTHAL Jg. 1883 Deportiert 1941 Riga Ermordet |      | |
| Mittelstraße 128/130           | Frieda Michaelis       | 27. Nov. 2010 | Hier wohnte FRIEDA MICHAELIS geb. Rosenberg Jg. 1871 Deportiert Theresienstadt Ermordet 20.4.1944                                                                         |      | |
| Papenstraße 17                 | Rosalie Michaelis      | 27. Nov. 2010 | Hier wohnte ROSALIE MICHAELIS Jg. 1876 Deportiert 1942 Theresienstadt 1942 Treblinka Ermordet                                                                             |      | |
| Herforder Straße 2             | Jenny Müller           | 27. Nov. 2010 | Hier wohnte JENNY MÜLLER geb. Frenkel Jg. 1865 Vor Deportation verzogen 1940 nach Gevelsberg Tot 24.2.1940                                                                |      | |
| Pahnsiek 17                    | Minna Ostwald          | 9. Okt. 2012  | Hier wohnte MINNA OSTWALD geb. Bachmann Jg. 1877 Deportiert 1942 Theresienstadt Ermordet 25.2.1943                                                                        |      | |
| Lindenhaus ⊙                   | Otto Plaut             | 13. Juni 2009 | Hier lebte OTTO PLAUT Jg. 1890 Verlegt 1940 ‘Heilanstalt’ Wunstorf Ermordet 27.9.1940 Landesanstalt Brandenburg                                                           |      | |
| Echternstraße 70 ⊙             | Theodor Rosenberg      | 13. Juni 2009 | THEODOR ROSENBERG Jg. 1872 Verhaftet 1938 Oranienburg Ermordet 11.8.1938                                                                                                  |      | |
| Leutnantsweg 9                 | Michael Salgan         | 9. Okt. 2012  | Hier wohnte MICHAEL SALGAN Jg. 1891 'Ausweisungshäftling' Zwangsarbeit Verhaftet 1940 Sachsenhausen Ermordet 8.6.1942 Dachau                                              |      | |
| Neue Straße 67                 | Wilhelm Sewöster       | 9. Okt. 2012  | Hier wohnte WILHELM SEWÖSTER Jg. 1885 Im Widerstand/KPD Flucht in den Tod 22.3.1944                                                                                       |      | |
| Paulinenstraße 5               | Lina Sternheim         | 27. Nov. 2010 | Hier wohnte LINA STERNHEIM geb. Goldstein Jg. 1871 Deportiert 1942 Theresienstadt Ermordet 25.9.1943                                                                      |      | Lina Goldstein wurde am 4. September 1871 in Borgholz geboren. Sie lebte in Lemgo. Am 31. Juli 1942 ist sie über Bielefeld nach Theresienstadt deportiert worden, wo sie am 25. September 1943 verstarb. |
| Am Wall 1 ⊙                    | Leonhard Wahrburg      | 9. Okt. 2012  | Hier wohnte und arbeitete LEONHARD WAHRBURG Jg. 1860 Gedemütigt/entrechtet Flucht in den Tod 1933                                                                         |      | Leonhard Wahrburg (* 31. August 1860 in Königsberg in der Neumark; † 18. November 1933) war ab 1893 Rechtsanwalt in Lemgo. Er heiratete 1896 Martha Tintelnot; die Ehe blieb kinderlos, weshalb das Ehepaar sich besonders um seine Nichten und Neffen kümmerte. Wahrburg unterstützte z. B. Hans Tintelnot während dessen Studienzeit. Von 1902 bis 1907 und von 1914 bis 1918 war er Stadtverordneter in Lemgo; 1914 wurde er Justizrat. Als wahrscheinlich erster Autobesitzer Lemgos war er zeitweise Schriftführer des Lippischen Automobil-Clubs. Wahrburgs jüdische Eltern waren zum Protestantismus konvertiert; am sogenannten Boykott-Tag wurde seine Kanzlei von SA-Männern bewacht und die Fenster seiner 1913 nach Plänen von Hugo Mesch erbauten Villa wurden eingeworfen. Vermutlich vor dem Hintergrund der antisemitischen Hetze der Nationalsozialisten nahm Leonhard Wahrburg sich das Leben. |
| Echternstraße 28               | Wilhelm Weber          | 9. Okt. 2012  | Hier wohnte WILHELM WEBER Jg. 1889 Im Widerstand/KPD ‘Schutzhaft’ 1933 Verhaftet 21.3.1944 ‘Vorbereitung zum Hochverrat’ U-Haft Hannover Tot bei Bombenangriff 26.10.1944 |      | |